# 笹島律夫
笹島律夫（ささじま りつお、1958年3月3日－）は、日本の実業家、銀行家。常陽銀行取締役会長。常陽銀行代表取締役頭取、めぶきフィナンシャルグループ代表取締役社長や全国地方銀行協会会長を務めた。

## 来歴・人物
現在の茨城県常陸大宮市の出身。
茨城県立水戸第一高等学校を経て、早稲田大学商学部卒。1980年に常陽銀行に入行し、経営企画部、郡山支店、市場金融部などを経て2013年に同行の常務取締役に就任する。
2016年に常陽銀行と足利ホールディングスの経営統合でめぶきフィナンシャルグループが成立するとその取締役も兼ねる。2017年には常陽銀行専務取締役に昇格した。2018年、寺門一義の後任として、めぶきフィナンシャルグループ社長と常陽銀行頭取に就任する。
また、同年に全国地方銀行協会会長に内定し、2019年6月に就任した。

## 経歴
- 1980年
  - 4月：常陽銀行入行
- 2000年
  - 7月：同行経営企画部次長
- 2005年
  - 6月：同行経営企画部副部長
- 2006年
  - 6月：同行郡山支店長
- 2008年
  - 4月：同行市場金融部長
- 2009年
  - 6月：同行経営企画部長
- 2013年
  - 6月：同行常務取締役
- 2016年
  - 10月：めぶきフィナンシャルグループ取締役経営企画部担当
- 2017年
  - 6月：常陽銀行専務取締役
- 2018年
  - 6月：めぶきフィナンシャルグループ代表取締役社長
  - 6月：常陽銀行代表取締役頭取
- 2019年
  - 6月：全国地方銀行協会会長
- 2022年
  - 4月：常陽銀行取締役会長
  - 6月：めぶきフィナンシャルグループ代表取締役社長を退任

## 参考資料
- “代表取締役の異動ならび当社および子会社における役員異動に関するお知らせ” (PDF).   めぶきフィナンシャルグループ (2018年5月11日). 2019年5月24日閲覧。

| ビジネス      | ビジネス                                                | ビジネス      |
| ------------- | ------------------------------------------------------- | ------------- |
| 先代 寺門一義 | 常陽銀行頭取 ：2018年 - 2022年                          | 次代 秋野哲也 |
| 先代 寺門一義 | めぶきフィナンシャルグループ社長 第2代：2018年 - 2022年 | 次代 秋野哲也 |
| 先代 柴戸隆成 | 全国地方銀行協会会長 第24代：2019年 - 2020年            | 次代 大矢恭好 |